# Nyctimene vizcaccia
Nyctimene vizcaccia es una especie de murciélago de la familia Pteropodidae.

## Distribución geográfica
Se encuentra en Papúa Nueva Guinea e Islas Salomón.